# デスティニー・イン・ザ・ウォー
『デスティニー・イン・ザ・ウォー』（原題：烽火芳菲、英題：The Chinese Widow）は、2017年の中国映画。
ドーリットル空襲後、中国へ向かう途中に機が墜落してパラシュートで脱出した米軍パイロットと、彼を助けた中国人女性の愛を描いた戦争映画。

## キャスト
- ジャック・ターナー：エミール・ハーシュ
- インズ：リウ・イーフェイ
- 村長：ケヴィン・ヤン
- 君先生：ユイ・シャオチュン
- ：ヴィンセント・リオッタ
- ：ガレン・ロー
- ：リー・ファンコン

## スタッフ
- 監督：ビレ・アウグスト
- 脚本：グレッグ・ラター
- 撮影：フィリップ・ツンブルン
- 編集：ゲアト・チュール
- 音楽：アネッテ・フォックス
- 製作：ペン・サン